# Crioceris asparagi
Tanto en Europa como en América del Norte, el escarabajo común del espárrago Crioceris asparagi es una plaga importante de los cultivos de espárragos. Y solo ataca el espárrago. El escarabajo es ligeramente alargado y su longitud oscila entre 6,0 y 9,5 mm. Tiene manchas de color crema o amarillo en sus élitros bordeados de rojo y es un tinte azul-negro metálico. Las larvas son gusanos grises regordetes de cabeza oscura.
Los escarabajos adultos y las larvas arrancan las hojas en forma de aguja de los espárragos, privando a las plantas de la capacidad de realizar la fotosíntesis y almacenar energía para años futuros. Además, mastican las lanzas y ponen muchos huevos sobre ellas, inutilizando el cultivo. Las larvas se alimentan de las plantas durante algunas semanas, luego caen al suelo para convertirse en pupas. Un año puede ver dos o tres generaciones del escarabajo. Los adultos pasan el invierno en un estado latente bajo tierra o en la hojarasca cercana.
La avispa parásita, Tetrastichus coeruleus, que se encuentra principalmente en los Estados Unidos y Europa, puede causar hasta un 71% de mortalidad en el campo y se ha utilizado con éxito para el control biológico.
Se pueden considerar varios insecticidas (como carbamatos, piretroides, spinetoram y spinosad) para el control de plagas.
El escarabajo moteado similar del espárrago (Crioceris duodecimpunctata) también es una plaga cuando es adulto y se alimenta de brotes tiernos y hojas, pero dado que las larvas se alimentan únicamente de las bayas de los espárragos, no se considera tan importante.